# شهاب الدين الدولت آبادي
شهاب الدين بن شمس الدين الدولة آبادي أحد الأئمة بأرض الهند. فقيه حنفي، أديب بالعربية، كان ينعت بملك العلماء.

## سيرته
ولد في دولت آباد بدلهي عام 761 هـ ونشأ بها وقرأ العلم على القاضي عبد المقتدر بن ركن الدين الشريحي الكندي وخواجكي الدهلوي فبرز في الفقه والأصول والعربية وصار إماماً في العلوم
قال محمد بن قاسم بن غلام علي البيجابوري في تاريخه:«إن القاضي مرض مرة وطال مرضه، فعاده السلطان وطلب الماء فجئ به فأخذه وطوفه على رأس القاضي سبع مرات وقال: اللهم إن قدرت له موتاً فاصرفه عنه إلي، انتهى».

## مؤلفات
منها:
- شرح الكافية لابن الحاجب، قال الجلبي في كشف الظنون: «عليه حاشية لمولانا الفاضل ميان الله الجانبوري ...وعلى شرح الهندي حاشية للتوقاني وللكاذروني ولغياث الدين منصور الشيرازي» قال الشيخ عبد الحق بن سيف الدين الدهلوي في رسالته في أخبار الفضلاء: «إن شرح كافية ابن الحاجب له أحسن مؤلفاته في تنقيح المسائل، وأما تفسيره البحر المواج فإنه تجشم فيه رعاية السجع فاضطر إلى إيراد ألفاظ وعبارات هي حشو في الكلام لا طائل تحتها، ومع ذلك فإنه كتاب نافع مفيد في الجملة محتاج إلى التنقيح والتهذيب، انتهى.»
- المعافية
- الإرشاد متن متين له في النحو تعمق في تهذيبه كل التعمق وتأنق في ترتيبه حق التأنق، أوله: الحمد لله كما يحب ويرضى، إلخ،
- على متن الهندي شرح ممزوج للفاضل العلامة أبي الفضل الخطيب الكاذروني المحشي
- البحر المواج في تفسير القرآن الكريم بالفارسي، اعتنى فيه لبيان التراكيب النحوية ووجوه الفصل والوصل وغير ذلك أشد إعتناء، وهو في عدة مجلدات.
- شرح أصول البزدوي: في أصول الفقه إلى مبحث الأمر صنفه للشيخ محمد بن عيسى الجونبوري،
- شرح قصيدة بانت سعاد
- شرح قصيدة البردة
- رسالة في تقسيم العلوم بالفارسية،
- مناقب السادات بالفارسي
- هداية السعداء بالفارسي،
- رسالة في العقيدة الاسلامية، .

## الوفاة
توفي في "جونفور" لخمس بقين من رجب من سنة 849 هـ. ودفن جنوبي المسجد للسلطان إبراهيم الشرقي ومدرسته.